# Никоноров, Сергей Александрович
Сергей Александрович Никоноров (22 февраля 1958) — советский футболист, защитник. Наиболее известен по выступлениям за куйбышевские «Крылья Советов» и владимирское «Торпедо», в составе которого сыграл 304 матча и забил 6 голов.

## Карьера
Воспитанник ДЮСШ «Мотор» из Владимира, первый тренер И. И. Нечаев. В 1978 дебютировал во второй лиге в составе владимирского «Торпедо». Сергей самоотверженно действовал в отборе мяча, часто выбивал мяч с линии ворот и умело подключался к атакам, уже в сезоне 1980 стал играть в Первой лиге в составе куйбышевских «Крыльев Советов». В 1981 сыграл 5 игр за армейский клуб «Искра» из Смоленска. Следующие два года в чемпионатах страны не участвовал. С 1984 по 1986 играл в «Крыльях Советов». В 1987 в тольяттинском «Торпедо». В 1988 Никоноров усилил родное «Торпедо» вместе с Андреем Редкоусом и Юрием Шумлиным и играл в нём до 1994 года. После окончания карьеры игрока несколько лет работал администратором «Торпедо». Активно участвовал в различных футбольных и мини-футбольных соревнованиях в составе команды ветеранов «Торпедо».